# Jörg Otto Meier

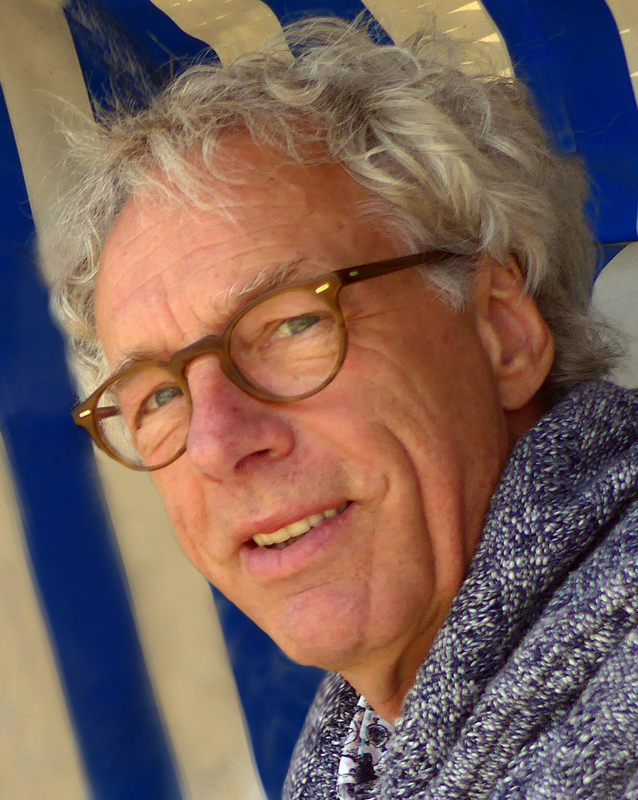
Jörg Otto Meier (2015)

Jörg Otto Meier  (* 1950 in Cuxhaven), kurz JOM, ist ein deutscher Fotograf, Autor und Kunstlehrer, bis 1991 auch als Jörg Meier bekannt.

## Leben
Jörg Otto Meier legte 1969 am Gymnasium für Jungen in Cuxhaven sein Abitur ab und verweigerte anschließend den Kriegsdienst. Er studierte von 1969 bis 1975 Visuelle Kommunikation, Grafik, Fotografie und Malerei an der Hochschule für bildende Künste Hamburg (HFBK) sowie Sozialwissenschaft und Pädagogik an der Universität Hamburg. An Hamburger Gymnasien unterrichtete er Bildende Kunst und von 1984 bis 2012 Geschichte und Sport am Charlotte-Paulsen-Gymnasium in Hamburg-Wandsbek. Meier leitete verschiedene Unterrichtsprojekte an, bei denen seine Schüler mit ihren Kunstwerken und -aktionen öffentlich wahrgenommen wurden. 2013 wurde er pensioniert.
Nach seinem Umzug nach Hamburg-St. Pauli begann Meier 1979 als Amateurfotograf mit fotografischen Streifzügen durch seinen neuen Stadtteil und befragte die Menschen nach ihren Lebensansichten und Tätigkeiten. Erste Ausstellungen und die Veröffentlichung einiger Fotografien in Hans Eppendorfers Szenen aus St. Pauli im Jahre 1982 ebneten seinen ersten beiden Büchern den Weg, die 1987 vom Greno Verlag herausgegeben wurden: Die Würde dieser Menschen und Ich möchte keine Minute missen. 1996 publizierte der Dölling und Galitz Verlag das Hafenbuch Hamburg Von Menschen und großen Pötten. Im Rowohlt Verlag erschienen 1999 und 2000 die Taschenbücher Eigentlich sind wir gut drauf und Babys machen Mütter stark. 2002 verließ JOM, wie er seit 1991 auch genannt wurde, als er seinen vollständigen Namen wieder angenommen hatte, das inzwischen als zu laut und unwirtlich empfundene St. Pauli und zog an den Hamburger Stadtrand. Von 2016 bis 2021 überarbeitete er seine vierteilige Dokumentationsreihe zeitgeschichtlicher Porträts und veröffentlichte sie im E-Book-Format.
Neben seiner Tätigkeit als Fotograf, Autor und Lehrer schuf Meier zahlreiche freie künstlerische Arbeiten in den klassischen Techniken Grafik, Malerei und Plastik, die von 2001 bis 2016 in der virtuellen Galerie bilderpracht.de zu sehen waren. Über seine Kunst schrieb JOM dort: „Fotografiert habe ich seit meinem neunten Lebensjahr, aber das Zeichnen und Malen faszinierte mich, soweit ich zurückdenken kann, um ein Vielfaches mehr. ... Es geht in (meinen Kunstwerken) grundsätzlich darum, ein symbolisches Gleichgewicht zwischen Chaos und Ordnung, Finsternis und Licht, Enge und Weite herzustellen.“

## Werk
Meiers fotografische Porträts zeigen behutsam gelenkte Selbstinszenierungen quer durch alle sozialen Schichten und Altersgruppen, bei denen er sich vor allem am Werk August Sanders orientierte, dessen Mission es war, das Antlitz der Zeit möglichst wertungsfrei abzulichten und für die Nachwelt zu bewahren. Auch bei Meier schauen die Menschen dem Betrachter direkt in die Augen. Sie wirken aber persönlicher, zugewandter und ruhen gewissermaßen in sich selbst. Ihnen wurde ganz bewusst die Gelegenheit gegeben, sich von der jeweils besten Seite zu zeigen. Die Achtung ihrer Würde stand für ihn immer im Vordergrund. Er lehnte es entschieden ab, das Vertrauen der Porträtierten zu missbrauchen, um sie gewinnbringend vorzuführen oder zu entlarven.
Die mit den Bildern verbundenen Interviews entstanden direkt nach dem Fotografieren. Alle Texte wurden vom Autor ohne seine Fragen und Kommentare im Einvernehmen mit den Porträtierten redigiert, als sprächen sie im O-Ton direkt aus dem Bild heraus. Deren Geschichten betonen und vertiefen die Ausdruckskraft der Fotografien und klingen in ihrem unverstellten, oft rauen Jargon besonders authentisch. Die kontrastreichen Erzählungen überraschen auch schon mal mit außergewöhnlich frivolen Bekenntnissen, welche die Dargestellten in einem unerwartet differenzierten Licht erscheinen lassen. Die Texte wirken wie eine unterhaltsam-lehrreiche „Sehhilfe gegen Vorurteile“, bestätigen Klischees oder widersprechen ihnen und sollen zur Selbstreflexion anregen. Zusammen mit den Fotografien dokumentieren sie den morbiden Charme der Bundesrepublik Deutschland kurz vor der Wende und gewähren aufschlussreiche Einblicke in das Denken und Fühlen der Menschen jener turbulenten Übergangsjahrzehnte.

## Auszeichnungen
- 1987: Kodak-Fotobuchpreis für den Bildband Die Würde dieser Menschen – St. Pauli-Portraits – Siebenundsiebzig Photographien in Kupfertiefdruck.

## Ausstellungen
Einzelausstellungen
- 1982: Menschen auf St. Pauli, Staatliche Landesbildstelle, Hamburg
- 1983: Menschen auf St. Pauli, St.-Pauli-Kirche am Pinnasberg, anlässlich des 300-jährigen Bestehens
- 1987: Menschen auf St. Pauli, Vorzimmer des Hamburger Bürgermeisters Klaus von Dohnanyi im Hamburger Rathaus
- 1987: Menschen auf St. Pauli, Alte Eisengießerei, Simon-von-Utrecht-Straße
- 1987: Menschen auf St. Pauli, Hamburg-Haus Eimsbüttel
- 1988: Menschen auf St. Pauli, Städtische Galerie Haus 44, Cuxhaven
- 1989: Menschen auf St. Pauli entlang der Reeperbahn, gefördert und gesponsert von der Kulturbehörde Hamburg und der Interessengemeinschaft St. Pauli. In zahlreichen Schaufenstern zu beiden Seiten der Reeperbahn waren für einen Monat die Porträts mit einem kurzen, prägnanten Text zu sehen.
- 1997: Von Menschen und großen Pötten, St. Pauli-Landungsbrücken. 808. Hafengeburtstag
- 1998: Von Menschen und großen Pötten, Altonaer Museum, Hamburg

Beteiligungen
- 1999: St. Pauli-Porträts, Privartmuseum, Hamburg
- 2002: Mythos St. Pauli im Rahmen der Triennale der Photographie, Museum für Kunst und Gewerbe, Hamburg[17]

## Veröffentlichungen (Auswahl)
- Die Würde dieser Menschen. St. Pauli-Portraits. Greno, Nördlingen 1987, ISBN 3-89190-754-0.
- Ich möchte keine Minute missen. Menschen auf St. Pauli erzählen. Greno, Nördlingen 1987, ISBN 3-89190-846-6.
- Von Menschen und großen Pötten. Das Hafenbuch Hamburg. Dölling und Galitz, Hamburg 1996, ISBN 3-930802-30-9.
- mit Herbert Dombrowski, Wilhelm Bartels, Torkild Hinrichsen: Das Herz von St. Pauli. Fotografien 1956. Dölling und Galitz, Hamburg 1997, ISBN 3-930802-72-4.
- Eigentlich sind wir gut drauf. Jugendliche über Heute und Morgen, Leben und Liebe, Lust und Frust. Rowohlt, Reinbek 1999, ISBN 3-499-60777-8.
- Babys machen Mütter stark. Frauen über Schwangerschaft und Geburt, Väter und Kinder. Rowohlt, Reinbek 2000, ISBN 3-499-60954-1.
- St. Pauli Porträts 1981–1988. E-Book. Eigenverlag, Reinbek 2021, ISBN 978-3-7546-1359-7.